# 梅切比洛韋
49°3′50″N 36°41′26″E / 49.06389°N 36.69056°E
梅切比洛韋（烏克蘭語：Мечебилове）是位於烏克蘭東部的村莊，由哈爾科夫州伊久姆區的巴爾溫科韋市鎮負責管轄。該村始建於1927年，面積1.77平方公里，海拔高度81米，2001年人口652。